# Президентские выборы в Абхазии (2020)
Внеочередные восьмые выборы Президента Республики Абхазия прошли 22 марта 2020 года. Очередные выборы должны были состояться в 2024 году, однако 10 января 2020 года Верховный суд Республики Абхазия отменил итоги выборов, прошедших 25 августа (первый тур) и 8 сентября (второй тур) в 2019 году.
12 января 2020 года Центральная избирательная комиссия (ЦИК) Республики Абхазия, на основании решения Верховного суда Республики Абхазия, назначила дату повторных выборов Президента Республики Абхазия на 22 марта 2020 года.
По итогам выборов, Президентом Республики Абхазия первым туром избран Аслан Георгиевич Бжания

## Выдвижение кандидатов
На 24 января 2020 года только два политика публично заявили о намерении принять участие в выборах Президента Республики Абхазия, это экс-министр внутренних дел Республики Абхазия Леонид Дзапшба и лидер оппозиции, депутат парламента Народного Собрания-Парламента Республики Абхазия, экс-председатель Службы государственной безопасности Абхазии, отставной генерал Аслан Бжания.
24 января 2020 года политическая партия «Акзаара» первой зарегистрировалась в ЦИК Республики Абхазия для участия в президентских выборах. Председателем партии является Леонид Дзапшба. На выборах 2014 года занял последнее, 4-е место, набрав 3,4 % голосов. На выборах 2019 года Дзапшба занял 5-е место, получив 5,7 % голосов избирателей. 11 февраля политическая партия «Акзаара» выдвинула в качестве кандидата в президенты Абхазии лидера партии Леонида Дзапшба.
28 января 2020 года Центральная избирательная комиссия Абхазии зарегистрировала первую инициативную группу по выдвижению Аслана Бжания в качестве кандидата в президенты.
На выборах 2014 года Аслан Бжания занял 2-е место, получив 35,9 % голосов избирателей. В апреле 2019 года Бжания был отравлен тяжёлыми металлами и не смог принять участие в выборах Президента, прошедших в 2019 году. 10 февраля инициативная группа по выдвижению кандидата в президенты Абхазии Аслана Бжания в паре с кандидатом в вице-президенты Бадрой Гунба представила в ЦИК подписные листы со всем необходимым пакетом документов.
1 февраля 2020 года в Центральной избирательной комиссии зарегистрирована инициативная группа по выдвижению исполняющего обязанности главы администрации (мэра) г. Сухума Кана Кварчия в качестве кандидата в президенты Абхазии. Кан Кварчия ранее в выборах Президента Республики Абхазия не участвовал. 11 февраля Кан Кварчия в своём выступлении отказался от участия в предстоящих выборах и заявил, что не намерен поддерживать кого-либо из кандидатов.
Инициативная группа по выдвижению Адгура Ардзинба в качестве кандидата в президенты зарегистрировалась в Центральной избирательной комиссии Абхазии в четверг 6 февраля 2020. Ардзинба А. А. занимает пост вице-премьера — министра экономики Республики Абхазии. Ранее в выборах президента Абхазии участие не принимал. 10 февраля Адгур Ардзинба сдал обязательный для кандидатов в президенты экзамен по абхазскому языку.
11 февраля 2020 года Центральная избирательная комиссия Республики Абхазия завершила приём документов от инициативных групп и политических партий. Три кандидата подали весь необходимый пакет документов в ЦИК, это Аслан Бжания, Адгур Ардзинба и Леонид Дзапшба. Регистрация кандидатов в президенты будет проведена в течение десяти дней с момента подачи документов, но не позднее 30 дней до выборов (21 февраля 2020 г.)

## Кандидаты
Решением Центральной избирательной комиссии Республики Абхазия от 17 февраля 2020 года в соответствии со ст. 8 Конституционного закона Республики Абхазия «О выборах Президента Республики Абхазия» зарегистрированы:
Ардзинба Адгур Амиранович кандидатом в Президенты Республики Абхазия и Ашуба Арда Енверович кандидатом в Вице-президенты Республики Абхазия;
Бжания Аслан Георгиевич кандидатом в Президенты Республики Абхазия и Гунба Бадра Зурабович кандидатом в Вице-президенты Республики Абхазия;
Дзапшба Леонид Юрьевич кандидатом в Президенты Республики Абхазия и Хашба Виктор Шамилович кандидатом в Вице-президенты Республики Абхазия.

## Единый кандидат от оппозиции
После долгих дискуссий единым кандидатом от оппозиции стал депутат Народного Собрания-Парламента Республики Абхазия, председатель Блока оппозиционных сил Аслан Бжания. В паре с Бжанией в качестве кандидата в вице-президенты баллотировался экс-министр культуры Абхазии, руководитель отделения политической партии «Айтайра» по Сухуму Бадра Гунба. После победы оппозиции на президентских выборах 22 марта пост премьер-министра страны, как и обещалось, занял экс-президент Александр Анкваб.

## Предвыборный период
Регистрация инициативных групп и партий, а также выдвижение кандидатов на пост Президента Республики Абхазия началась 22 января и завершится 11 февраля 2020 года. Регистрация кандидатов в президенты будет проведена в течение десяти дней с момента подачи документов, но не позднее 30 дней до выборов.
1 февраля 2020 года ЦИК Абхазии опубликовал список избирательных округов по Абхазии.
17 февраля 2020 года ЦИК Абхазии официально зарегистрировал всех трёх кандидатов, Аслана Бжания, Адгура Ардзинба и Леонида Дзапшба.
В тот же день исполняющий обязанности Президента Абхазии Валерий Бганба освободил Адгура Ардзинба от выполнения обязанностей вице-премьера, министра экономики республики с 17 февраля на период предвыборной кампании в соответствии с поданным заявлением.
2 марта 2020 года один из кандидатов Аслан Бжания по причине резкого ухудшения здоровья был госпитализирован в Сочи, затем переведен в Краснодарскую краевую клиническую больницу №1.
В этот же день его основной конкурент Адгур Ардзинба в знак солидарности приостановил свою компанию и отменил намеченные встречи с изобретателями. Позже его примеру последовал и другой кандидат Леонид Дзапшба.
Несмотря на проявленную солидарность, сторонники Аслана Бжания собрались 3 марта 2020 года у здания Администрации Президента Республики Абхазия с противоречивыми требованиями в адрес исполняющего обязанности Президента Валерия Бганба. В начале требования касались отставки всего правительства, но итоге, выступая перед собравшимися заместитель начальника избирательного штаба Бжания, Леонид Лакербая сформулировал требование об отставке министра внутренних дел Рауля Смыр, ссылаясь на родственные связи с Адгуром Ардзинба. Данные требования не были удовлетворены и к концу дня люди разошлись по домам.

## Избирательные участки за рубежом
За пределами Республики Абхазия на выборах 2020 года были открыты 2 участка для голосования, оба участка в России, в Москве и в Черкесске.

## Итоги выборов
| Кандидат                  | Кандидат                      | Субъект выдвижения       | Голосов | %     |
| ------------------------- | ----------------------------- | ------------------------ | ------- | ----- |
|                           | Аслан Бжания                  | Инициативная группа      | 53741   | 56,50 |
| Адгур Ардзинба            | Инициативная группа           | 33686                    | 35,42   |       |
| Леонид Дзяпшба            | Политическая партия «Акзаара» | 2114                     | 2,22    |       |
| Против всех               | Против всех                   | Против всех              | 1666    | 1,75  |
| Недействительных голосов  | Недействительных голосов      | Недействительных голосов | 3902    | 4,11  |
| ВСЕГО                     | ВСЕГО                         | ВСЕГО                    | 95110   |       |
| Явка избирателей          | Явка избирателей              | Явка избирателей         | 95110   | 71,56 |
| Источник: Новости Абхазии |                               |                          |         |       |

После объявления ЦИК предварительных результатов голосования Адгур Ардзинба приехал в штаб оппонента и лично поздравил Архивная копия от 30 декабря 2020 на Wayback Machine Аслана Бжания с победой и пожелал успехов. Тем самым создал исторический прецедент и заложил новую веху в политической жизни Абхазии.